# Hirotaka Tameda
Hirotaka Tameda (japanisch 為田 大貴 Tameda Hirotaka; * 24. August 1993 in Nagasaki) ist ein ehemaliger japanischer Fußballspieler.

## Karriere
Tameda erlernte das Fußballspielen in der Jugendmannschaft von Ōita Trinita. Seinen ersten Vertrag unterschrieb er 2010 bei Ōita Trinita. Der Verein spielte in der zweithöchsten Liga des Landes, der J2 League. Am Ende der Saison 2012 stieg der Verein in die J1 League auf. Am Ende der Saison 2013 stieg der Verein wieder in die J2 League ab. Für den Verein absolvierte er 133 Ligaspiele. 2016 wechselte er zum Erstligisten Avispa Fukuoka nach Fukuoka. Am Ende der Saison 2016 stieg der Verein in die zweite Liga ab. Im Juli 2017 wechselte er für den Rest der Saison zum Ligakonkurrenten JEF United Ichihara Chiba. Nach der Ausleihe wurde er von dem Verein aus Ichihara fest unter Vertrag genommen. Für JEF absolvierte er insgesamt 126 Spiele in der zweiten Liga. Im Januar 2021 nahm ihn der Erstligist Cerezo Osaka unter Vertrag. Für den Verein aus Osaka bestritt er 79 Ligaspiele. Hierbei erzielte er vier Treffer. Nach drei Spielzeiten wechselte er im Januar 2025 zum Zweitligisten Júbilo Iwata.